# Javier Murguialday

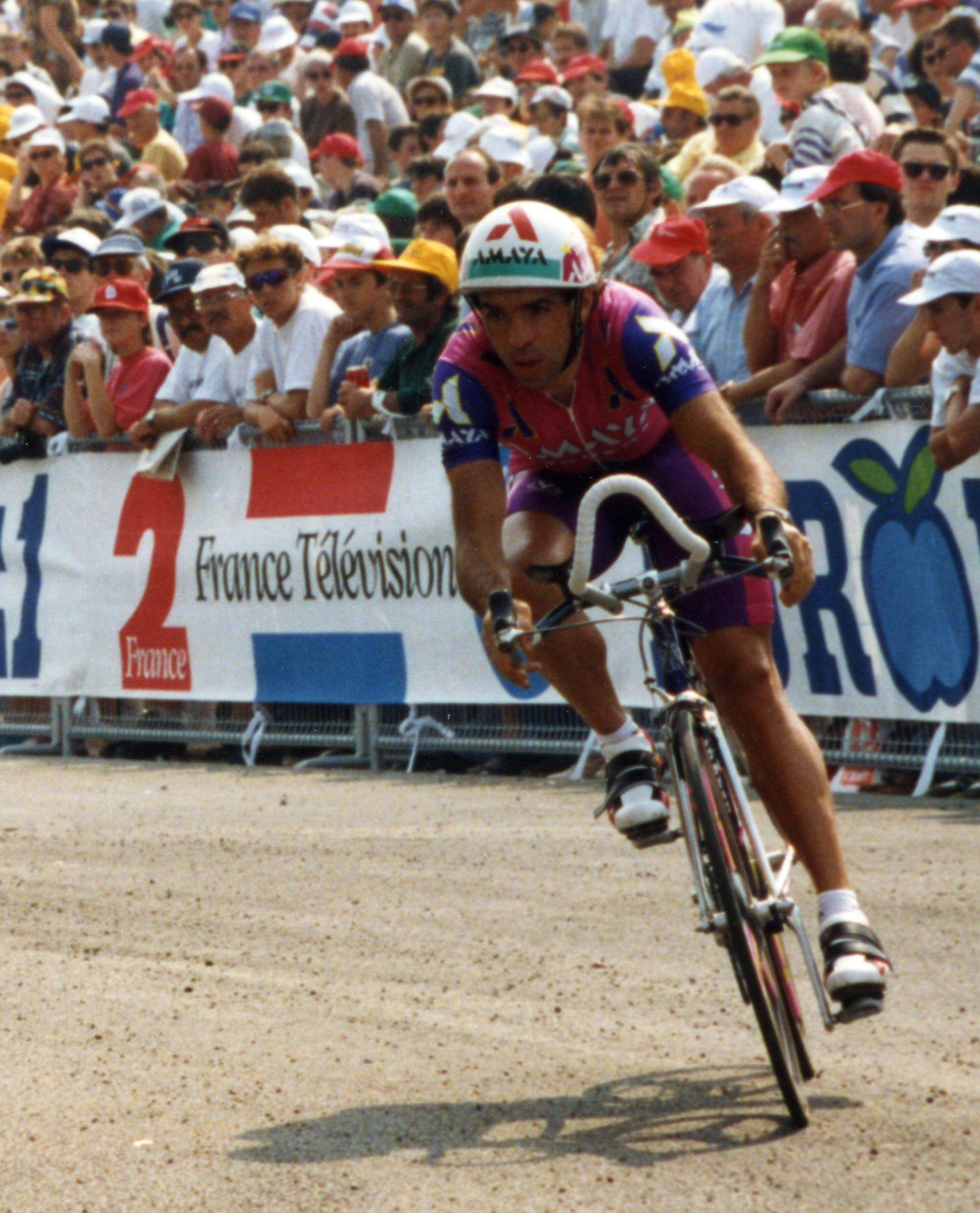
Javier Murguialday, durante o Tour de France de 1993

Javier Murguialday Chasco (Salvatierra/Agurain, 4 de fevereiro de 1962) é um ex-ciclista profissional espanhol.
Foi um corredor modesto que desempenhou ao longo de sua corrida principalmente labores de gregario pelo que seu palmarés se limita a 3 vitórias. Entre elas destaca sobretudo a etapa que ganhou no Tour de France de 1992, (San Sebastián -> Pau), depois de protagonizar uma longa escapada junto ao então desconhecido Richard Virenque.
No Tour de France participou em 6 ocasiões, finalizando em 5 das edições e sendo suas melhores classificações o 22.º posto de 1991 e o 26.º de 1992, ano no que ganhou uma etapa. Na Volta ciclista a Espanha também participou em 6 ocasiões e finalizou em 5, destacando sua 16.º posto de 1993. Em 1991 e 1992 foi seleccionado para fazer parte da selecção espanhola no Campeonato mundial de ciclismo de estrada.
Levou a cabo sua carreira profissional entre 1986 e 1994. Estreiou com a equipa KAS em 1986, passando em 1988 ao equipo B.H., que posteriormente passaria a se chamar Amaya Seguros. Fechou a sua carreira em 1994 no recém criado equipa da Fundação Euskadi (actual Euskaltel-Euskadi).
Em 2017 converteu-se em director desportivo do conjunto Equipa Bolívia. e pai do ciclista Jokin Murguialday

## Palmarés
- 1989
  - 1 etapa na Volta aos Vales Mineiros

- 1992
  - Challenge a Mallorca
  - 1 etapa no Tour de France

## Resultados em Grandes Voltas e Campeonato do Mundo
Durante a sua carreira desportiva tem conseguido os seguintes postos nas Grandes Voltas e nos Campeonatos do Mundo em estrada:
| Corrida            | 1986 | 1987 | 1988  | 1989 | 1990 | 1991 | 1992 | 1993 | 1994 |
| ------------------ | ---- | ---- | ----- | ---- | ---- | ---- | ---- | ---- | ---- |
| Giro d'Italia      | -    | -    | -     | -    | -    | -    | -    | -    | -    |
| Tour de France     | -    | Ab.  | 114.º | 48.º | -    | 22.º | 26.º | 95.º | -    |
| Volta a Espanha    | -    | -    | -     | 21.º | 27.º | Ab.  | 31.º | 16.º | 48.º |
| Mundial em Estrada | -    | -    | -     | -    | -    | 49.º | Ab.  | -    | -    |

-: Não participa

Ab.: Abandono

## Equipas
- Kas (1986-1987)
- BH (1988-1990)
- Amaya Seguros (1990-1993)
- Euskadi (1994)